# Aktinidia ostrolistna
Aktinidia ostrolistna (Actinidia arguta) – gatunek rośliny z rodziny aktinidiowatych (Actinidiaceae). Pochodzi z Syberii, Rosyjskiego Dalekiego Wschodu, południowego Sachalinu, Mandżurii, Chin, Korei i Japonii. 

## Morfologia
PokrójJest pnączem. Jej pędy mogą dorastać nawet do 50 metrów. Pędy mają przerywany rdzeń.
LiścieJajowate, zakończone ostro, o piłkowanych brzegach.
KwiatyJest rośliną dwupienną, choć spotyka się także egzemplarze jednopienne. Kwiaty obupłciowe, męskie lub żeńskie, drobne, skupione w grona. Składają się z 5-działkowego kielicha, 5-płatkowej korony, 1 słupka i licznych pręcików o ciemnych pylnikach.
OwoceJagody drobne, osiągające najwyżej masę 10 gramów, zielonkawożółte, słodko kwaśne, dość smaczne.

## Zastosowanie
- Owoce są jadalne. Zawierają witaminę C, kwasy organiczne, cukry, sole mineralne. Można ją uprawiać w Polsce, jest bowiem w pełni mrozoodporna (strefy mrozoodporności 4-9[5]). Szczególna mrozoodporność wykazuje odmiana 'Ananasnaya', ma jednak drobniejsze owoce.
- Działanie i zastosowanie: Spożywanie świeżych, surowych owoców zaleca się w leczeniu szkorbutu, paradontozy, tzw. osłabienia wiosennego oraz grypy i przeziębienia.
- Owoce mają klimakteryczny charakter dojrzewania. Nadają się do długiego przechowywania, jednak ważne jest prawidłowe określenie daty zbioru oraz warunki przechowywania[6]. Dobre rezultaty przechowalnicze można osiągnąć stosując preparaty będące inhibitorami etylenu np. 1-Metylocyklopropen[6].